# Burton Lake
Burton Lake är en sjö i Antarktis. Den ligger i Östantarktis. Australien gör anspråk på området. Burton Lake ligger 1 meter över havet. Arean är 1,4 kvadratkilometer. Den sträcker sig 3,1 kilometer i nord-sydlig riktning, och 2,2 kilometer i öst-västlig riktning.